# Gibberella xylarioides
Espèce
Gibberella xylarioides est une espèce de champignons ascomycètes de la famille des Nectriaceae.
Ce champignon est l'agent pathogène de la trachéomycose du caféier.

## Synonymes
Selon USDA-ARS, Fungal Databases :
- Fusarium xylarioides Steyaert 1948 (anamorphe, forme asexuée),
- Fusarium lateritium f. sp. xylarioides W.L. Gordon 1965,
- Fusarium oxysporum f. xylarioides (Steyaert) Delassus 1954.

## Distribution
L'aire de répartition de ce champignon comprend divers pays d'Afrique occidentale, centrale et orientale, de la Côte d'Ivoire à l'Éthiopie et à la Tanzanie, ainsi que le Brésil, mais sur des hôtes différents (soja et cotonnier).

## Plantes-hôtes
La gamme de plantes-hôtes connues pour être parasitées par ce champignon comprend diverses espèces de caféiers (Coffea abeokutae, Coffea arabica, Coffea canephora, Coffea liberica), ainsi que Glycine max (soja) et Gossypium hirsutum (cotonnier mexicain) au Brésil.